# Rally de Portugal de 2013
El Rally de Portugal de 2013 fue la cuarta ronda de la temporada 2013 del Campeonato Mundial de Rally. Se celebró del 12 al 14 de abril y fue también la cuarta ronda de los campeonatos WRC 2, WRC 3, la primera ronda del Campeonato Junior y la segunda del Campeonato de Portugal.
La lista de inscritos estaba compuesta por 71 pilotos entre los que se encuentran los equipos oficiales Citroën (Mikko Hirvonen y Dani Sordo) y Volkswagen (Jari-Matti Latvala y Sébastien Ogier). El equipo Citroën también inscribió a Khalid Al-Qassimi con el Abu Dhabi Citroën Total WRT y Volkswagen a Andreas Mikkelsen con el segundo equipo el Volkswagen Motorsport II. Entre los equipos privados destacan Catar M-Sport WRT (Mads Ostberg y Evgeny Novikov), Qatar World Rally Team (Nasser Al-Attiyah, Thierry Neuville y Juho Hänninen), Lotos Team WRC (Jan Kosciuszko) y Jipocar Czech National Team (Martin Prokop). En la categoría WRC 2 había 21 inscritos, donde destacaba la presencia del expiloto de Fórmula 1 Robert Kubica, que debutó en el campeonato mundial; en la categoría WRC 3 había nueve inscritos y en el Campeonato Junior diez. Los pilotos del WRC 3 también compitieron en la copa monomarca Citroën Top Driver.
El ganador fue Sébastien Ogier que consiguió su tercera victoria en Portugal y la tercera consecutiva de la temporada. Segundo fue Mikko Hirvonen y tercero Latvala. La clasificación en los puntos la completaron los pilotos: Novikov, Al-Attiyah, Mikkelsen que consiguió sus primeros puntos en el mundial en su debut con el Polo R WRC; Prokop, Østberg que consiguió remontar tras su accidente el primer día; Al-Qassimi y Esapekka Lappi que se hizo con su primer punto en su trayectoria en el mundial además de conseguir la victoria en la categoría WRC 2. En la WRC 3 el ganador fue Bryan Bouffier y en la Junior el sueco Pontus Tidemand.

## Fafe Rally Sprint
Al igual que en la edición de 2012, los organizadores de la prueba hicieron un rally sprint días antes de la prueba principal, a modo de aperitivo, donde veintinueve pilotos corrieron en el tramo de Fafe-Lameirinha de 6,34 km que formó parte del recorrido en ediciones pasadas del rally. El ganador fue el español Dani Sordo seguido del noruego Mads Ostberg que se enfrentaron en la final con resultado favorable para el primero que derrotó a su rival por un solo segundo. Tercero terminó el checo Martin Prokop y cuarto Andreas Mikkelsen en su debut con el Polo R WRC. El líder del campeonato, Sébastien Ogier, no pudo tomar parte en esta prueba debido a una gripe, por lo que los médicos le prohibieron participar para que pudiera recuperarse con vistas a la prueba principal.
| Pos | Piloto            | Copiloto          | Automóvil             | Diferencia |
| --- | ----------------- | ----------------- | --------------------- | ---------- |
| 1.  | Dani Sordo        | Carlos del Barrio | Citroën DS3 WRC       | -          |
| 2.  | Mads Østberg      | Jonas Andersson   | Ford Fiesta RS WRC    | +1,0       |
| 3.  | Martin Prokop     | Michal Ernst      | Ford Fiesta RS WRC    | +10,4      |
| 4.  | Andreas Mikkelsen | Mikko Markkula    | Volkswagen Polo R WRC | +17,0      |
| 5.  | Robert Kubica     | Maciej Baran      | Citroën DS3 RRC       | +17,9      |

## Desarrollo
El primer día de carrera, el jueves 11, se celebró el tramo de calificación donde el español Dani Sordo marcó el mejor tiempo por lo que fue el primero en escoger el orden de salida y escogió la posición número trece. El francés Sébastien Ogier fue el segundo en escoger posición y a continuación fue su compañero el finés Jari-Matti Latvala que también escogió una posición retrasada.

## Itinerario
| Día               | Tramo | Hora  | Nombre                    | Distancia | Ganador            | Tiempo  | Vel. media | Líder rally     |
| ----------------- | ----- | ----- | ------------------------- | --------- | ------------------ | ------- | ---------- | --------------- |
| Día 1 12 de abril | SS1   | 09:18 | Mú 1                      | 20.32 km  | Sébastien Ogier    | 12:36.4 | 96.7 km/h  | Sébastien Ogier |
| Día 1 12 de abril | SS2   | 10:25 | Ourique 1                 | 18.32 km  | Mads Østberg       | 10:42.7 | 102.6 km/h | Mads Østberg    |
| Día 1 12 de abril | SS3   | 11:48 | Mú 2                      | 20.32 km  | Dani Sordo         | 12:31.4 | 97.4 km/h  | Sébastien Ogier |
| Día 1 12 de abril | SS4   | 12:55 | Ourique 2                 | 18.32 km  | Dani Sordo         | 10:36.1 | 103.7 km/h | Sébastien Ogier |
| Día 1 12 de abril | SS5   | 18:15 | SSS Lisboa                | 3.27 km   | Mikko Hirvonen     | 2:53.6  | 67.8 km/h  | Sébastien Ogier |
| Día 2 13 de abril | SS6   | 10:09 | Santana da Serra 1        | 31.12 km  | Jari-Matti Latvala | 22:13.2 | 84.0 km/h  | Sébastien Ogier |
| Día 2 13 de abril | SS7   | 11:36 | Vascão 1                  | 25.37 km  | Jari-Matti Latvala | 16:14.9 | 93.7 km/h  | Sébastien Ogier |
| Día 2 13 de abril | SS8   | 12:14 | Loulé 1                   | 22.78 km  | Sébastien Ogier    | 15:23.4 | 88.8 km/h  | Sébastien Ogier |
| Día 2 13 de abril | SS9   | 15:09 | Santana da Serra 2        | 31.12 km  | Sébastien Ogier    | 22:02.7 | 84.7 km/h  | Sébastien Ogier |
| Día 2 13 de abril | SS10  | 16:36 | Vascão 2                  | 25.37 km  | Sébastien Ogier    | 16:08.2 | 94.3 km/h  | Sébastien Ogier |
| Día 2 13 de abril | SS11  | 17:14 | Loulé 2                   | 22.78 km  | Sébastien Ogier    | 15:18.4 | 89.3 km/h  | Sébastien Ogier |
| Día 3 14 de abril | SS12  | 08:06 | Silves 1                  | 21.52 km  | Mads Østberg       | 12:05.0 | 106.9 km/h | Sébastien Ogier |
| Día 3 14 de abril | SS13  | 09:06 | Almodovar 1               | 52.30 km  | Mads Østberg       | 33:05.2 | 94.8 km/h  | Sébastien Ogier |
| Día 3 14 de abril | SS14  | 12:31 | Silves 2                  | 21.52 km  | Mads Østberg       | 11:56.1 | 108.2 km/h | Sébastien Ogier |
| Día 3 14 de abril | SS15  | 13:38 | Almodovar 2 (Power Stage) | 52.30 km  | Sébastien Ogier    | 32:39.7 | 96.1 km/h  | Sébastien Ogier |

### Power Stage
- El último tramo, (Almodovar 2) otorgaba 3, 2 y 1 punto extra a los tres primeros clasificados del mismo.

| Pos. | Piloto             | Tiempo  | Difer. | Puntos |
| ---- | ------------------ | ------- | ------ | ------ |
| 1    | Sébastien Ogier    | 32:39.7 | 0.0    | 3      |
| 2    | Mads Østberg       | 32:43.0 | +3.3   | 2      |
| 3    | Jari-Matti Latvala | 32:44.6 | +4.9   | 1      |

## Clasificación final

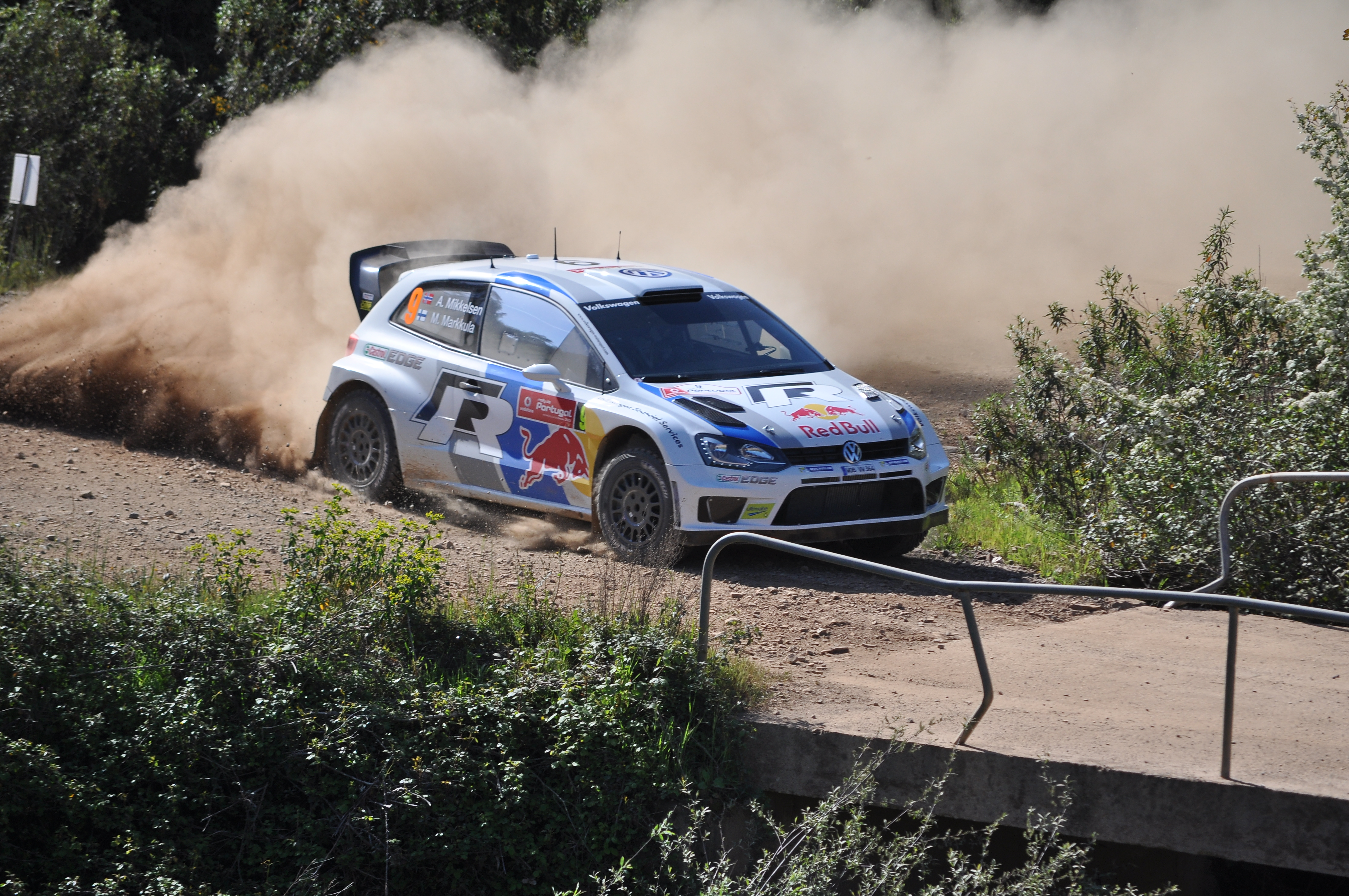
Andreas Mikkelsen debutó con el Polo R WRC en Portugal donde logró la sexta posición.

| Pos.     | Piloto               | Copiloto             | Automóvil                      | Tiempo    | Diferencia | Puntos |
| WRC      | WRC                  | WRC                  | WRC                            | WRC       | WRC        | WRC    |
| -------- | -------------------- | -------------------- | ------------------------------ | --------- | ---------- | ------ |
| 1.       | Sébastien Ogier      | Julien Ingrassia     | Volkswagen Polo R WRC          | 4:07:38.7 | 0.0        | 25 + 3 |
| 2.       | Mikko Hirvonen       | Jarmo Lehtinen       | Citroën DS3 WRC                | 4:08:36.9 | +58.2      | 18     |
| 3.       | Jari-Matti Latvala   | Miikka Anttila       | Volkswagen Polo R WRC          | 4:11:43.2 | +4:04.5    | 15 + 1 |
| 4.       | Evgeniy Novikov      | Ilka Minor           | Ford Fiesta RS WRC             | 4:13:06.4 | +5:27.7    | 12     |
| 5.       | Nasser Al-Attiyah    | Giovanni Bernacchini | Ford Fiesta RS WRC             | 4:15:22.2 | +7:43.5    | 10     |
| 6.       | Andreas Mikkelsen    | Mikko Markkula       | Volkswagen Polo R WRC          | 4:17:18.5 | +9:39.8    | 8      |
| 7.       | Martin Prokop        | Michal Ernst         | Ford Fiesta RS WRC             | 4:22:42.9 | +15:04.2   | 6      |
| 8.       | Mads Østberg         | Jonas Andersson      | Ford Fiesta RS WRC             | 4:23:22.3 | +15:43.6   | 4 + 2  |
| 9.       | Khalid Al-Qassimi    | Scott Martin         | Citroën DS3 WRC                | 4:23:35.6 | +15:56.9   | 2      |
| 10.      | Esapekka Lappi       | Janne Ferm           | Škoda Fabia S2000              | 4:23:59.7 | +16:21.0   | 1      |
| WRC 2    |                      |                      |                                |           |            |        |
| 1. (10.) | Nicolás Fuchs        | Fernando Mussano     | Mitsubishi Lancer Evolution IX | 4:23:59.7 | 0.0        | 25     |
| 2. (11.) | Robert Barrable      | Stuart Loudon        | Ford Fiesta S2000              | 4:35:36.2 | 11:36.5    | 18     |
| 3. (14.) | Sepp Wiegand         | Frank Christian      | Škoda Fabia S2000              | 4:39:02.8 | 15:03.1    | 15     |
| WRC 3    |                      |                      |                                |           |            |        |
| 1. (13.) | Bryan Bouffier       | Xavier Panseri       | Citroën DS3 R3T                | 4:38:52.5 | 0.0        | 25     |
| 2. (20.) | Sébastien Chardonnet | Thibault de la Haye  | Citroën DS3 R3T                | 4:48:59.1 | 10:06.6    | 18     |
| 3. (26.) | Quentin Gilbert      | Isabelle Galmiche    | Citroën DS3 R3T                | 5:04:43.8 | 25:51.3    | 15     |
| JWRC     |                      |                      |                                |           |            |        |
| 1.       | Pontus Tidemand      | Ola Floene           | Ford Fiesta R2                 | 3:01:23.6 | 0.0        | 25 + 5 |
| 2.       | José Antonio Suárez  | Cándido Carrera      | Ford Fiesta R2                 | 3:03:50.5 | 10:06.6    | 18 + 2 |
| 3.       | Yeray Lemes          | Rogelio Peñate       | Ford Fiesta R2                 | 3:04:34.3 | 25:51.3    | 15 + 2 |